# 천제연폭포
천제연폭포(天帝淵瀑布)는 제주 서귀포시 중문동에 있는 폭포이다. 천제교(天帝橋) 아래쪽에 상·중·하의 3단 폭포로 이어져 있다. 천제연 제1폭포는 길이 22m, 수십m의 소를 이루며, 이 물이 흘러내려 다시 제2·제3의 폭포를 만든다. 폭포의 양안 일대에는 난대림지대가 형성되어 있어 한국에서는 희귀식물인 솔잎란·담팔수 등이 자생한다.

## 천제연 제1폭포
천제연(天帝淵)이라는 수심 21m의 못을 이룬 물이 연못을 이루고 있다. 천제연 제1폭포는 평상시에는 절벽처럼 보이나 우기에 의해 비온후 물줄기가 형성되어 폭포가 되는 건천(乾川)이다. 제주도에는 이와 같이 비온 후 물줄기가 형성되어 폭포가 되는 엉또폭포가 있다.
천제연의 주위 절벽은 주상절리대이다.

## 천제연 제2, 제3폭포

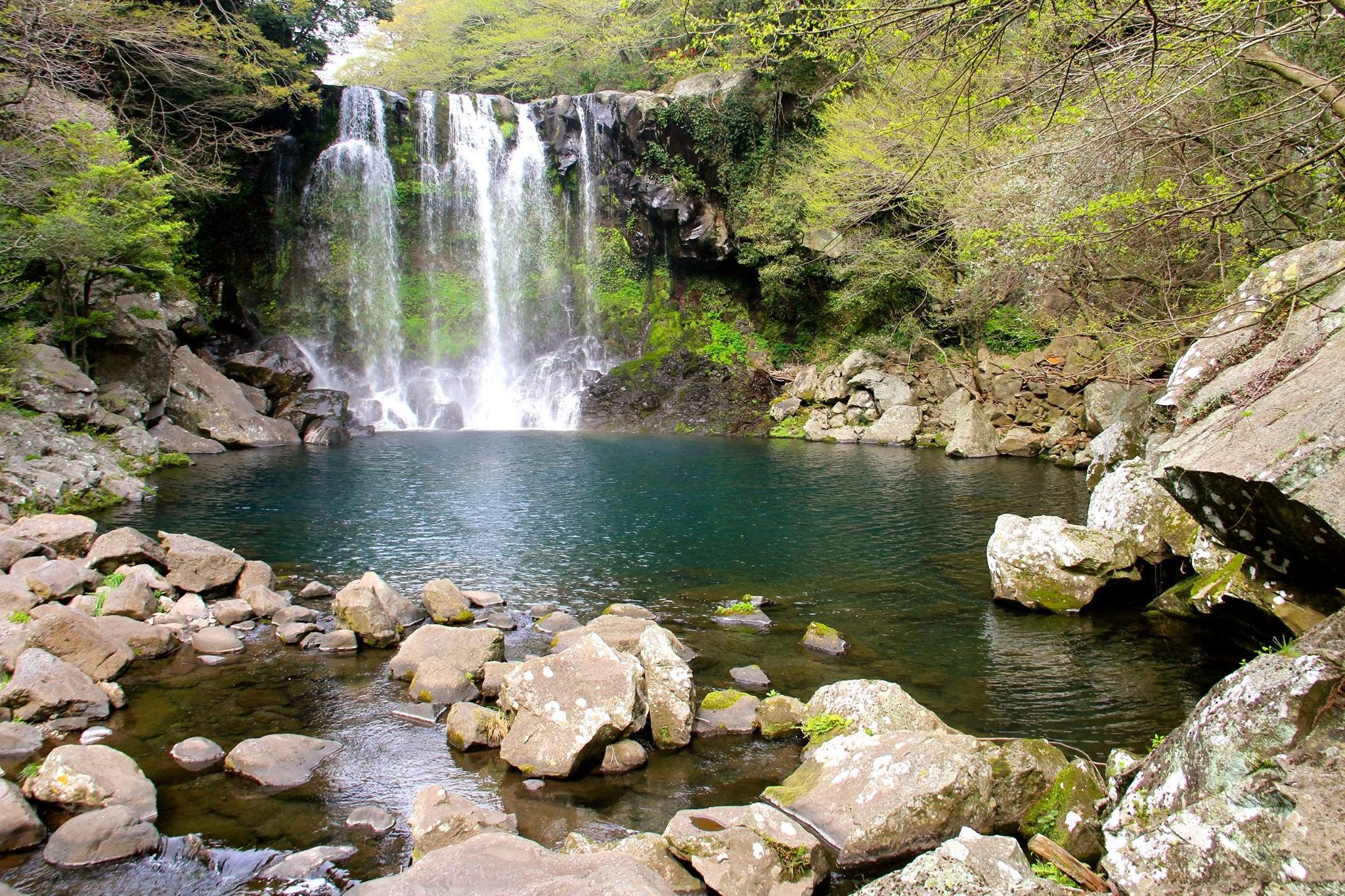
천제연제2폭포

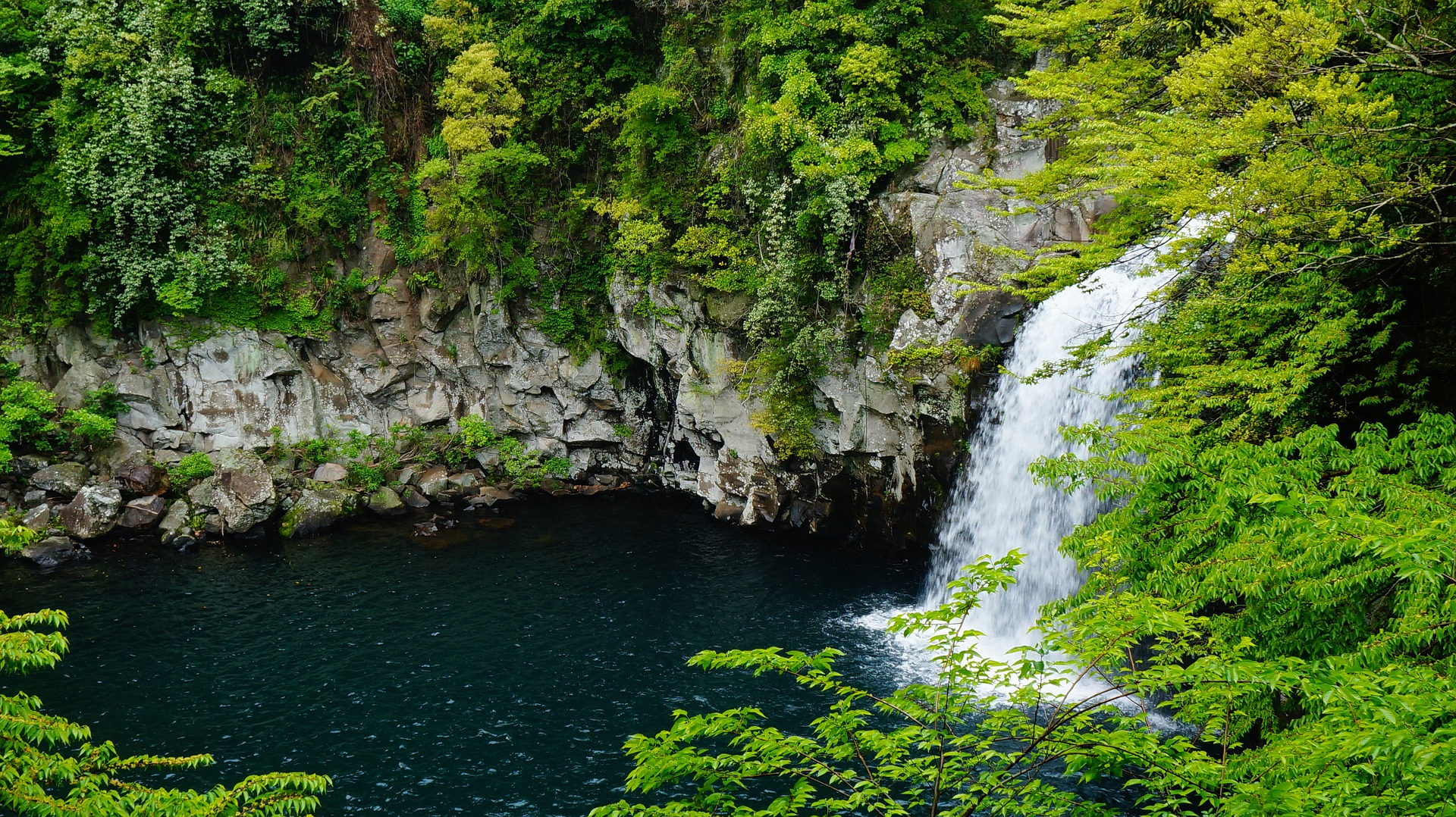
천제연제3폭포

천제연 제2폭포 및 제3폭포는 천제연 제1폭포와는 다르게 늘 폭포수가 흘러 계곡의 장관을 이룬다.
천제연 연못물과 지류가 제2폭포를 이루고 제2폭포를 거쳐서 제3폭포를 다시 이룬후 바다로 흘러들어간다. 폭포마다 형성되어 있는 연못에서 한라산 천연보호구역으로 지정 보호되고 있는 천제연 주변 난대림 안에는 지방기념물  제14호로 별도 지정되어있는 담팔수, 솔잎란등 희귀식물등이 자생하고있다
천제연 난대림지대에는 용암류 바위들에 나무와 덩굴 따위가 뒤엉킨 곶자왈의 일부형태도 간직하고 있다.

## 선임교
선임교(仙臨僑)는 중문관광단지의 끝에 놓여 있는 길이는 128m, 높이 78m, 폭4m의 다리이다. 견우와 직녀 설화의 오작교 형태로 꾸민 구름다리로 양쪽 옆면에는 칠선녀의 전설을 소재로 조각한 칠선녀상이 있기 때문에 ‘선녀다리’, ‘칠선녀교’라고도 불린다. 칠선녀상은 각각 다른 악기를 들고 구름을 타고 올라가는 모습으로써 양면으로 조각되어 있다. 선녀상 주변에는 한국 전통 건축 형태의 누각인 천제루와 거북이, 용, 돼지, 원앙, 잉어가 조각된 오복천이 있다.

## 같이 보기
- 천제연 난대림지대
- 서귀포 천제연 관개수로 - 대한민국 등록문화재 제156호
- 난대아열대산림연구소
- 천지연폭포
- 정방폭포
- 엉또폭포
- 소정방폭포